# Valkoemej
Valkoemej (Russisch: Валькумей) is een voormalige nederzetting met stedelijk karakter en mijnwerkersplaats aan westzijde van de Tsjaoenbaai, op ongeveer 14 kilometer ten zuiden van de stad Pevek, in het district Tsjaoenski van de Russische autonome okroeg Tsjoekotka, in het noordoosten van het Russische Verre Oosten. De plaats ligt bij Kaap Matjoesjkin aan zuidwestzijde van het schiereiland Pevek, ten zuidwesten van de berg Pevek (616 meter) en ten zuidwesten van het Pevekse microdistrict Strojtelny, waarmee het verbonden is door een weg. Met het oostelijker gelegen eveneens gesloten mijnwerkersgehucht Zapadny is het verbonden met een winterweg.

## Geschiedenis
In de jaren 1930 werd de aanwezigheid van cassiterietlagen voorspeld door de jonge sovjetgeoloog V.G. Ditmar tijdens zijn onderzoek in het gebied. Daaropvolgende geologische expedities tussen 1934 en 1937 bevestigden zijn aannames. In 1939 begon de Dalstroj er met de openstelling van een tinmijn, waar cassiteriet werd gewonnen. Valkoemej was daarmee de eerste tinmijn van Tsjoekotka en werd spoedig gevolgd door diverse mijnen in het Sjelagskigebergte ten oosten van Pevek en elders mijnen in het Ekvyvatsapskigebergte bij Ioeltin (inmiddels net als Valkoemej gesloten). Het belangrijkste bedrijf werd echter de Pevekse Ertsverwerkende Fabriek (nr. 521; aan zuidwestzijde van de plaats), die in de plaats werd opgericht.
Valkoemej werd met haar mijn van 700 meter diep en schachten met een totaallengte van ongeveer 600 kilometer een van de pijlers van de economie van Tsjoekotka en een van de belangrijkste tinwinningsgebieden van de Sovjet-Unie (met name tijdens de oorlog voor de defensie-industrie), zij het dat de meeste arbeiders bestonden uit goelaggevangenen. Tussen 1949 en 1957 bestond het hervormingswerkkamp Tsjaoentsjoekotlag in het gebied, waarvan de gevangenen ook in de mijnen van Valkoemej werkten.
Rondom de mijnbouw en metallurgie werd een reeks aan voorzieningen gebouwd waaronder een thermisch ketelhuis (en een kleine voor het plaatsdeel 'nizjni posjolok'; "kleine plaats"), waterpompstation, drie transportbedrijven, een compressorstation voor het ventileren van de werkruimten, een onderstation, een elektriciteitscentrale (op diesel), een Elektronische meet-, stuur- en regeltechniek (EMSR)-werkplaats, onderhoudswerkplaats, reparatiewerkplaats voor elektronische apparatuur en chemische en geofysische laboratoria. Er was ook een afdeling van de VGSTSJ (Военизированная Горно-Спасательная Часть; mijnreddingsbrigade).
In de plaats verrezen een stadion (oostzijde), school, avondschool, muziekschool, kleuterschool, Huis van Cultuur, profylactische kliniek, polikliniek, een levensmiddelenwarenhuis, melkcentrum, gastronoom, goederenwinkel, vlees- en viswinkel en een kassencomplex waar vers fruit en groenten (met name komkommers) werden gekweekt.
In 1968 telde de plaats volgens de Grote Sovjetencyclopedie 3.700 inwoners. Met de perestrojka werden de meeste mijnen echter onrendabel. De plaats werd daarop in 1998 opgeheven nadat de belangrijkste mijn voorlopig werd gesloten. De resterende bevolking werd verhuisd naar Pevek. Een deel van de mijnen is echter voorlopig gesloten in afwachting van de toekomst.